# Kasteel van Harcourt

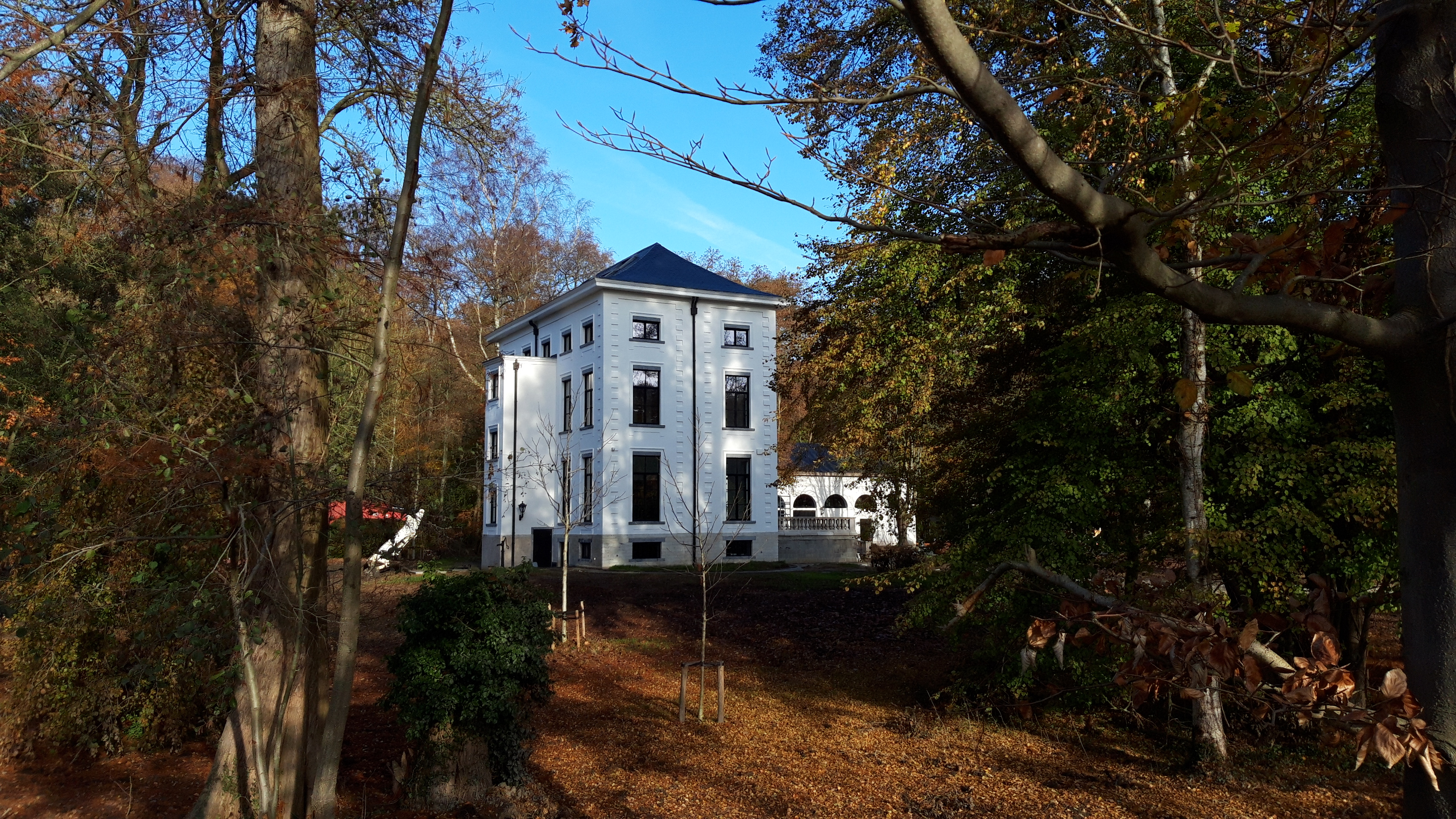
Kasteel van Harcourt

Het Kasteel van Harcourt is een kasteel nabij de tot de Vlaams-Brabantse gemeente Oud-Heverlee behorende plaats Vaalbeek, gelegen aan de Maurits Noëstraat 99.

## Geschiedenis
Hier lag een omgracht feodaal jachtslot dat tot de bezittingen van de familie d'Harcourt behoorde. Door huwelijk kwam het aan Anton van Croÿ en het bleef aan het Huis Croÿ tot 1612 toen het aan de familie van Arenberg kwam. Het mottekasteel raakte uiteindelijk in verval en al in de 16e eeuw was er een jachtslot op het domein gebouwd.
In 1828 werden alle oorspronkelijke gebouwen afgebroken en op het terrein, nu eigendom van Joseph Braeckmans die burgemeester was, une élégante villa moderne gebouwd, feitelijk een dubbelhuis. Ook een koetshuis werd toen gebouwd. Van de oorspronkelijke omgrachting van de feodale motte is nog een gedeelte bewaard gebleven.